# Softball
Softball je pálkovací sport, vyvinutý z baseballu. 
Hrají dvě družstva o devíti hráčích. Jedno družstvo je v hřišti, druhé na pálce; postupně se vystřídají. Hřiště má tvar pravoúhlé výseče. Hráči chytající míč jsou rozestavěni v poli na metách.
Ve srovnání s baseballem letí míč při nadhozech i odpalech nižší rychlostí; hra jako taková ale plyne rychleji díky vyšší úspěšnosti odpalů a menším rozměrům hřiště.

## Historie
V roce 1887 na Den díkůvzdání (4. čtvrtek v listopadu) se v americkém Chicagu sešlo asi 20 mladých mužů pozvaných zpravodajem chicagské burzy Georgem Hancockem do Chicago’s Farragut Boat Club, aby si zahráli „indoor baseball“. Pro hru Georg Hancock použil vlastní gumičkami svázanou boxerskou rukavici, místo pálky násadu od koštěte a hřiště nakreslil křídou na podlahu. Ten večer bylo ve hře dosaženo 80 doběhů a zrodil se nový sport. První soubor pravidel byl vydán Hancockem v roce 1889. V roce 1895 Lewis Robert Sr. přenesl hru ven – hasičský sbor v Minneapolis ji začal provozovat jako cvičení pro hasiče, v době, kdy čekali na poplach. V té době se softballu říkalo „kitten league ball“ (kitten=kotě). Název „softball“ se objevil až v roce 1926, kdy jej použil Walter Hakanson z YMCA (Young Men’s Christian Association), kdy byla založena The Colorado Amateur Softball Association. Došlo také ke sjednocení pravidel a k prvnímu veřejnému turnaji došlo v roce 1930. V roce 1933 se konal vůbec první národní amatérský softbalový turnaj u příležitosti Chicagské světové výstavy a brzy poté, reportér, který napsal o této události, Leo Fischer, pomohl založit národní americkou Amateur Softball asociation (ASA). V roce 1952 byla založena Mezinárodní softballová federace (International Softball Federation / ISF). Od roku 1965 se pravidelně pořádá MS pro ženy, od roku 1966 pro muže.
V roce 2013 byla založena historickým sloučením Mezinárodní softballové federace (ISF) a Mezinárodní federace baseballu (IBAF) World Baseball Softball Confederation (WBSC), která v současné době sdružuje 208 národních federací ze 141 států.

## Hřiště

Softballové hřiště

Hřiště je rozděleno na hrací pole a zámezí. Hrací pole je dále rozděleno na vnitřní pole, vnější pole, a prostorem za hranicí vnějšího pole.
Hrací pole je definováno dvěma základními čarami nebo pomezními čarami , které se protínají v pravém úhlu na domácí metě. Minimální délka základních čar se liší podle podmínek hry (viz dále pro oficiální míry). Plot mezi základními čarami je hranicí hracího pole; tento plot je stejně vzdálený od domácí mety ve všech bodech.
Za domácí metou je plot (tzv. backstop). Ten musí být vzdálen 25 a 30 stop (7.62 a 9.14 metry) za domácí metou.
Domácí meta je vyrobena z gumy. Je to pětiúhelník, kombinace obdélníku a trojúhelníku, 17 palců (43 cm) širokého. Strany jsou 8.5 palců (22 cm) dlouhé. Trojúhelník zapadne do pravého úhlu vytvořeného základními čárami.
Ostatní mety kromě domácí jsou čtverce se stranou 15 palců (38 cm), z plátna nebo podobného materiálu, a ne více než 5 palců (13 cm) tlusté. Mety jsou obvykle bezpečně připevněné na svém místě. Mety jsou očíslovány proti směru hodinových ručiček jako první druhá a třetí meta. Těsně vedle první mety a s ní spojená (v zámezí) je tzv. „bezpečnostní meta“, barevně označená jako „dvojitá meta“. Její smysl je předejít kolizím mezi prvním metařem a běžcem. Běžec běží s cílem dotknout se vnější část dvojité mety, která je oranžová, po odpálení míče, zatímco tým v poli se snaží přihodit míč na vnitřní část dvojité mety (bílé) ještě před tím, než běžec doběhne na vnější část. Ale ne všechna hřiště mají tyto bezpečnostní mety, jsou spíše běžné v ženských soutěžích než v mužských. Dvojitá meta je vyžadována v mezinárodních soutěžích.
Vnitřní pole se skládá z čtverce a přilehlého prostoru (viz níže), ve kterém se zpravidla pohybují hráči vnitřního pole. Vnější pole je zbývající prostor mezi základními čarami a plotem vnějšího pole. Vnitřní pole je zpravidla antuka (škvára), zatímco vnější pole je travnaté.
Poblíž středu čtverce je nadhazovací meta. Ve fastpitchi je okolo nadhazovací mety kruh o průměru 8 stop (2,44 metru), známý jako nadhazovací kruh.
Pole by oficiálně mělo mít varovný prostor mezi 15 a 12 stopami (5 a 4 metry) poblíž zadního plotu. Nicméně, pokud se hraje na hřišti, které má větší rozměry, než se vyžaduje, pak není varovný prostor vyžadován.
V zámezí za oběma základními čarami jsou dva obdélníky pro kouče. Každý obdélník je za čarou dlouhou 15 stop (5 metrů), která se nachází 12 stop (3 metry) od každé základní čáry.

## Vybavení
Vybavení vyžadované v softballu zahrnuje ochranné vybavení, pálku, rukavice, míč, helmy ( do 16 let povinný chránič obličeje), boty s gumovými nebo kovovými kolíky (tzv. Spikes) a dresy.

### Míč
Velikost míčku se může měnit podle úrovně hry, dovolený obvod je 12 palců (30 cm) a 11 palců (28 cm) Míček žluté nebo bílé barvy je nejčastěji vyrobený ze dvou dílů kůže ve tvaru osmičky a sešitý dohromady červenou nití, i když i jiný vzhled je povolen. Jádro míče může být vyrobeno z dlouhého vlákna kapoku, směsi korku a gumy, směsí polyuretanu nebo jiného schváleného materiálu. V roce 2002 byly představeny žluté, tzv. optické míče s vysokou viditelností.

### Pálka
Pálka používaná pálkařem je vyrobena z tvrdého dřeva, kovu, nebo z některého z dalších schválených materiálů. Nesmí být delší než 34 palců (86 cm), širší než 2,25 palců (6 cm) v průměru, nebo těžší než 38 uncí (1 kg).

### Rukavice
Všichni obránci mají rukavice na chytání vyrobené z kůže nebo jiného podobného materiálu. Rukavice mají tkaninu mezi palcem a ukazováčkem. První metař a zadák (kečr) mohou nosit jiné rukavice, které mají odlišnou výplň a nemají prsty. Kromě nadhazovače, jehož rukavice nemůže být bílá nebo šedá, rukavice ostatních mohou mít jakékoliv barvy. Rukavice používané v softballu jsou obecně větší než v baseballu.

### Dres
Každý tým je oděn do různých dresů. Dres zahrnuje čepici, tričko, tílko a kalhoty; toto jsou komponenty, které jsou určeny standardy.
Čepice musí být stejné a jsou povinné pro muže. Čepice, štítky a čelenky jsou povoleny pro ženy, a musejí být stejné barvy, jestliže jich je víc než jedna. Hráč v poli, který rozhodne se nosit helmu (viz níže), nemusí mít čepici.
Na zadní straně dresu musí být viditelně umístěno číslo od 1-99 arabskými číslicemi. Čísla jako 02 a 2 jsou považována za totožná. Jména hráčů jsou nepovinná.
Šperky nejsou povoleny, kromě náramků a náhrdelníků s informacemi pro lékaře.
Všichni hráči jsou povinni být obuti. V softballu se používají speciální boty-cleats. Mohou mít kovové hroty nebo gumové špunty. Hroty nesmí být delší než 3/4 palce (1,9 centimetru), měřeno od podrážky. Kulaté kovové hroty nejsou povolené, včetně těch z tvrdého plastu nebo jiných syntetických hmot. Oddělitelné kovové špunty jsou zakázány u všech forem softballu.
Mnoho rekreačních lig zakazuje použití kovových špuntů nebo hrotů kvůli riziku zranění, když při slajdování přijde běžec do kontaktu s metařem. Ve všech mládežnických kategoriích, ve smíšených týmech, a v modified slowpitch softballu, nejsou hroty povoleny.

### Ochranné pomůcky
Všichni pálkaři musí nosit ochranné helmy. Pálkařské helmy musí mít klapky na uši a do 16 let i mřížku na obličej. Mřížky nejsou vyžadované u hráčů od 17 let. Mřížka brání míčům zranit tvář. Helmy a mřížky, které jsou poškozené, jsou zakázány.
Ve fast pitchi musí zadák nosit ochrannou masku složenou z chrániče obličeje a chrániče krku. Žena – zadák musí mít chránič těla ve všech kategoriích. Na mládežnické úrovni jsou vyžadovány chrániče holení. Chrániče holení chrání také čéšku.
Ve slow pitch softballu musí zadák nosit helmu a masku u mládežnických kategorií. U dospělých není žádný formální požadavek na masku pro zadáka, ačkoli to oficiální pravidla doporučují.

## Hra
Hra se u softballu skládá přinejmenším ze sedmi (7) směn. V každé směně každý z týmů pálí, dokud není dosaženo tří autů. Týmy se střídají v pozici na pálce. Oficiálně se o pozici na pálce rozhoduje hozením mince, ačkoli pravidla soutěže mohou být jiná. Platí základní pravidlo, že domácí tým jde na pálku jako druhý. Odpalovat jako druhý je výhoda.
V případě nerozhodného výsledku se zpravidla hrají další směny, dokud není rozhodnuto. Jestliže je domácí družstvo ve vedení a tým právě dokončil první půlku sedmé směny, zápas končí, protože není nutné, aby domácí mužstvo šlo znovu na pálku.
Ve všech formách softballu je bránící družstvo v poli; útočící družstvo je na pálce nebo odpaluje a pokouší se získat body obíháním met.
2 nejlepší hráči smí 2. metu posunout maximálně 15 metrů

## Nadhazování
Hra začíná pokynem rozhodčího "Play Ball". Pokud je pálkař připravený a všichni polaři (kromě zadáka) jsou v hracím poli, nadhazovač si stoupne na nadhazovací prkno a snaží se nadhodit míč směrem přes pálkaře na zadáka za domácí metou. Hod, nebo nadhoz, musí být proveden spodním obloukem: míč musí být vypuštěn pod úrovní boků, a dlaň nesmí být od boků dále než loket.
Nadhazovač se pokouší hodit míč tak, aby prolétl tzv. strike zónou. Strike zóna je nepatrně odlišná v různých formách softballu, je to zhruba prostor od kolen po podpaží pálkaře a míč musí letět nad metou. Nadhoz, při kterém míč projde strike zónou, je strike. Nadhoz, při kterém pálkař švihne pálkou, je také strike, stejně jako jakýkoli odpal, který skončí v zámezí (pokud to není fast pitch softball a pokud nebyly už signalizovány dvě rozhodnutí STRIKE).
Nadhoz, který není strike a při kterém pálkař nešvihne, je tzv. ball. Počet ballů a strike je nazýván count. Počet ballů je vždy uváděn jako první, např. 2 a 1, 2 a 2, atd. Count 3 a 2 je tzv. full count, protože příští ball nebo strike ukončí pálkařovu činnost na pálce, pokud nebude faul ball.
Jestliže míč skončí v zámezí, je to tzv. dead ball a hra nemůže pokračovat, dokud míč opět nemá nadhazovač, a rozhodčí neřekne "Play ball".
Různé nepovolené pohyby nadhazovače, jako skákání nebo hopsání mají za následek rozhodnutí BALL.

## Odpalování
Útočící tým pošle jednoho pálkaře na domácí metu, aby se pálkou pokusil odpálit nadhozený míč zpět do hracího pole. Pořadí, v jakém hráči odpalují, je známé jako pořadí odpalování, musí zůstat stejné celou hru. Výměny a náhrady musí odpalovat ve stejné pozici, jako hráč, kterého nahradily. Ve smíšených družstvech se musí muži a ženy střídat.
Pálkař stojí bokem k nadhazovači uvnitř odpalovací zóny (jsou dvě, na každé straně domácí mety jedna). Pálka se drží oběma rukama, přes rameno, směrem pryč od nadhazovače. Míč je obvykle odpálen plným švihem, při kterém se pálka může pohybovat v rozsahu více než 360 stupňů. Pálkař si obvykle nakročí jednou nohou dopředu a švihne pálkou.
Jakmile je míč odpálen do hracího pole, běžec se musí snažit dosáhnout alespoň první mety. Zatímco běží na první metu, je tzv. běžícím pálkařem. Když úspěšně dosáhne první mety, stane se tzv. běžcem na metě nebo běžcem.
Jestliže jsou učiněna 4 rozhodnutí BALL, pak následuje přesun pálkaře na první metu. Pálkař jde pěšky na první metu a pokud je tam běžec, tak ten se přesouvá na druhou metu.
Míč odpálený vysoko do vzduchu je tzv. fly ball. Fly ball odpálený v úhlu větším než 45 stupňů je tzv. pop fly. Míč odpálený do vzduchu přes vnitřní pole v takové výšce, že jej vnitřní polař může chytit, je tzv. line drive. Míč odpálený tak, že se dotkne země uvnitř kosočtverce, je tzv. ground ball. Jestliže se odpálený míč dotkne hráče nebo mety, je to jakoby se dotknul země.

## Vyautování pálkaře
Pálkař je aut, jestliže: byly signalizovány 3 strike (strikeout); míč odpálený pálkařem je chycen dřív než se dotkne země (flyout); pálkaře se dotkne míč nebo rukavice s míčem, zatímco se pálkař nedotýká mety (tagged); polař držící míč se dotkne mety, která je jediná, na kterou může pálkař běžet, ještě před tím, než se jí pálkař dotkne (force out nebo force play); nebo v jiných speciálních případech.
Nejčastější force play je hrán na první metě. Pálkař, který odpálí do hracího pole, musí běžet na první metu. Jestliže je míč přihozen na první metu (tj. polař stojí na první metě a drží míč) před příchodem pálkaře, je pálkař aut. Double play je, když jsou dva běžci vyautováni během jediné rozehry; Triple play je, když jsou vyautováni tři běžci.
V slow pitch softballu smíšených družstev se musí na pálce střídat muž a žena. Jestliže není tým z nějakého důvodu schopen toto pravidlo dodržet, je signalizován aut. Chybějící hráč je prohlášen jako vyautovaný.

## Pohyb po metách
Jestliže hráč odpálí míč a přesune se na první metu bez chyby v poli nebo bez vyautování, pak se to nazývá base hit. Mety je třeba oběhnout ve směru proti chodu hodinových ručiček, počínaje první metou. Po odpálení míče může pálkař oběhnout tolik met, kolik je to jen možné. Postup na první metu po jednom odpalu je single, na druhou metu double, na třetí metu je to triple, a na domácí metu home run. Home runů je obvykle dosaženo odpalem za plot vnějšího pole, ale není to podmínkou. Home run je také případ, kdy se míč odrazí od polaře a přelétne plot nebo se dotkne sloupu v zámezí. Když se míč odrazí od polaře a přelétne plot v zámezí, narazí do plotu, polaře a pak přelétne přes plot, nebo přelétne plot ve vzdálenosti menší než je předepsaná, pálkaři je uznán dvoumetový odpal.
Jestliže má běžec postupovat na metu, která je obsazená jiným běžcem, pak musí tento běžec běžet na metu následující (nucený postup). Například pokud pálkař odpálí míč a na první metě je běžec, běžec musí zkusit se dostat se na druhou metu, protože běžící pálkař má přednost na první metě. Pokud pálkař dosáhne první mety bez autu, pak musí běžet dále při dalším odpalu do hracího pole. To je proto, že hráč musí uvolnit první metu, aby na ní další pálkař mohl běžet, a následně může běžet jen na druhou metu, kde může být vyautován.
Běžci mohou postupovat po metách za rizika, že budou vyautováni: při odpalu jiného pálkaře; po chycení fly ballu, za podmínky, že běžec se dotýkal mety v okamžiku chycení míče nebo potom; nebo automaticky, když došlo k chybnému nadhozu, nebo chybou polaře.
Běžci postupují po metách bez rizika vyautování: pokud pálkař dostane metu zdarma; nebo automaticky, v některých speciálních případech popsaných níže.

## Bodování
Oběh je oceněn bodem, pokud se běžec v jedné půlsměně dotkne postupně všech čtyř met v daném pořadí, proti směru hodinových ručiček. Nemusí to být v jedné rozehře; běžec může klidně zůstat ne jedné metě, zatímco hra pokračuje, a může se pokusit pokračovat v další rozehře.
Bod není udělen v těchto případech:
- Pokud poslední aut ve směně je u hráče s nuceným postupem na další metu
- Jestliže poslední aut ve směně je chycený fly ball.

## Historie softballu v českých zemích
Podle historických pramenů se různé pálkovací hry hrály v Čechách již v roce 1610. Avšak základ československému softballu položili 1. až 30. května 1919 v Plzni profesor Machotka, Čech z Omahy, který byl vedoucím kursu volejbalu, basketbalu, lukostřelby a playgroundballu, pořádaného pro účely vojenské YMCY a Josef (Joe) First, který vedl kurs navazující pro vojenské i civilní tělovýchovné instruktory. Z uvedených sportů playgroundball (nynější softball) zapouštěl kořeny nejpomaleji. Hrál se však již exhibičně u příležitosti sokolského sletu v roce 1920. V tomto roce se také začíná hrát playgroundball na Slovensku, kde je propagátorem profesor Kopal a na Moravě, kde jej propagují bratři Vrbové spolu s profesorem Blažkem. V roce 1921 se také začíná hrát na vysokých školách, kde od 30. let byl jeho velkým propagátorem profesor Jerik Řepa, který působil v softballovém hnutí až do 70. let. V polovině 30. let pořádá kursy playgroundballu Joe First také pro dělnickou organizaci DTJ. Od roku 1921 až do okupace a krátce po válce se stává kolébkou playgrounballu YMCA. Playgrounball začíná postupně pronikat i do Sokola. Problém pravidel playgroundballu, a posléze i softballu lišícího se hlavně velikostí míče, který měl celou řadu převážně ústních výkladů, vyřešil v roce 1947 Jaroslav First, syn Joe Firsta, přeložením oficiálních pravidel. V 50. letech se softball díky profesoru Stiebitzovi dostává na Institut tělesné výchovy a sportu a také vychází první ucelený učební text nazvaný „Pálkovací hry“. Na přelomu 50. a 60. let se hraje softball převážně v Praze, začíná Brno, Přerov, Hradec Králové. Začínají se hrát první neorganizované turnaje.
Novodobá historie softballu je již bohatší, v Praze působí šest z osmi ligových týmů žen a také většina ligových týmů mužů. Mužský softball je velmi úspěšný na mezinárodní úrovni, česká reprezentace patří k absolutní špičce v Evropě a i ve světovém měřítku dokazuje své kvality. Ženská reprezentace patří mezi přední softballové země Evropy spolu s Holandskem a Itálií.
V ČR řídí soutěže Česká softballová asociace.
Jejím úspěchem bylo i pořádání vůbec prvního ME mužů v roce 1993 a v pozdějších letech a prvního mistrovství světa mužů v roce 2019:

### MS mužů v Česku
- 2019 – Praha a Havlíčkův Brod

### ME mužů v Česku
- 1993 1. ME – Praha
- 1999 4. ME – Praha
- 2003 6. ME – Choceň
- 2009 7. ME – Ledenice
- 2010 10. ME – Havlíčkův Brod
- 2014 12. ME – Havlíčkův Brod a Pardubice
- 2021 15. ME – Ledenice a Sezimovo Ústí

### ME žen v Česku
- 1997 10. ME Ž – Praha
- 2001 12. ME Ž – Praha
- 2005 14. ME Ž – Praha
- 2013 18. ME Ž – Praha
- 2016 – 5. ME U22 žen – Pardubice[2]